# Малий Милетинаць
45°41′ пн. ш. 17°21′ сх. д. / 45.68° пн. ш. 17.35° сх. д.
Малий Милетинаць (хорв. Mali Miletinac) — населений пункт у Хорватії, у Б'єловарсько-Білогорській жупанії у складі громади Джуловаць.

## Населення
Населення за даними перепису 2011 року становило 22 осіб.
Динаміка чисельності населення поселення: